# 虛實高鐵介
虛實高鐵介（学名：Ferricythere shiushyi）为荊花介科高鐵介屬下的一个种。